# Tirodesmus biolleyi
Tirodesmus biolleyi är en mångfotingart som först beskrevs av Carl 1902.  Tirodesmus biolleyi ingår i släktet Tirodesmus och familjen Platyrhacidae. Inga underarter finns listade i Catalogue of Life.